# アルメリア砲撃
スペイン内戦中、共和国側によるドイツの装甲艦「ドイッチュラント」爆撃の報復として1937年5月31日にドイツ海軍によるアルメリア砲撃が行われた。
1935年4月に不干渉委員会はスペインの沿岸や港湾の哨戒を行う海軍部隊を設立した。これにはイギリス、フランス、ドイツ、イタリアが参加した。
共和国側の空軍はナショナリスト側の海軍基地があるマヨルカ島の港を攻撃。共和国側の空襲で1937年5月24日にイタリア軍艦「Barletta」が被弾して6人が死亡し、5月26日にはドイツ水雷艇「アルバトロス」が被弾しそうになった。マヨルカ島はフランスの担当地域であり、また外国艦艇はスペイン領海内に入っていたが、ドイツ海軍部隊の指揮官は抗議した。5月29日、イビサ島でソ連人が操縦する共和国側の爆撃機2機が「ドイッチュラント」を攻撃し、20から23人が死亡、73人が負傷した。ドイツ総統アドルフ・ヒトラーは共和国側に対する宣戦布告をしようとしたが、かわりにアルメリア砲撃を命じた。
1937年5月31日の夜明け、ドイッチュラントの同型艦であるドイツ装甲艦「アドミラル・シェーア」と駆逐艦4隻がアルメリアを攻撃した。200発の砲弾が発射され、市民19から20人が死亡、50人が負傷し35の建物が破壊された。共和国の国防大臣インダレシオ・プリエトはドイツ艦隊を攻撃しようとしたが、大統領マヌエル・アサーニャと首相Juan Negrínはドイツとの戦争は共和国の破滅を招くとして反対した。アサーニャとNegrínは抗議文を国際連盟の事務総長およびフランスとイギリス政府に送付した。しかし、フランスとイギリスはドイツの攻撃は正当であると回答した。
6月15日、ドイツはスペイン共和国海軍がドイツの巡洋艦「ライプツィヒ」を攻撃しようとしているとして非難した。そして、6月23日にドイツとイタリアは不干渉委員会から抜けた。